# Degradacja (chemia)
Degradacja, rozkład (niepoprawnie: odbudowa) – rozpad organicznego związku chemicznego na mniejsze fragmenty lub stopniowe usuwanie fragmentów większych cząsteczek. Reakcje degradacji wykorzystać można w celu ustalania struktury związków chemicznych lub w celach syntetycznych (np. degradacja Hofmanna).
W chemii polimerów termin ten oznacza rozpad polimeru na fragmenty o mniejszej masie cząsteczkowej i jest zwykle zjawiskiem niekorzystnym (prowadzi do utraty pożądanych właściwości polimeru), czasami bywa jednak wykorzystywana w celu zmniejszenia lepkości polimeru. Polimery biodegradowalne opracowane są w sposób celowy w kierunku ich rozkładu po określonym czasie w wyniku działania czynników naturalnych. Tego typu rozkład substancji w wyniku procesów biologicznych może zachodzić in vitro lub in vivo i nosi nazwę biodegradacji.
Szczególnym rodzajem degradacji jest fotodegradacja, która jest procesem rozkładu związku pod wpływem światła, zazwyczaj ultrafioletowego (UV).